# Canoagem nos Jogos Olímpicos de Verão de 2024 - C-1 200 m feminino
A competição do C-1 200 m feminino da canoagem de velocidade nos Jogos Olímpicos de Verão de 2024 foi realizada no Estádio Náutico de Vaires-sur-Marne, na Ilha de França, em 8 e 10 de agosto de 2024. Um total de 33 canoístas de 22 Comitês Olímpicos Nacionais (CON) participaram do evento.

## Qualificação
Cada CON poderia qualificar dois barcos no C-1 200 metros feminino. Um total de 33 vagas estavam disponíveis, alocadas através do Campeonato Mundial de Canoagem de Velocidade de 2023, torneios continentais (uma cada para Ásia, África, Europa, Américas e Oceania), além de vagas por realocação, universalidade ou convite.
As vagas de qualificação foram concedidas ao CON, não necessariamente as canoístas que obtiveram as vagas.

## Formato
A canoagem de velocidade utiliza um formato de quatro fases para eventos com pelo menos 11 barcos, com eliminatórias, quartas de final, semifinais e finais. Os detalhes para cada fase dependem de quantos barcos estejam inscritos para a competição.
O percurso é um trajeto de águas tranquilas com 9 metros de largura. O nome do evento descreve o formato particular da canoagem de velocidade. O formato "C" significa uma canoa, na qual a canoísta fica ajoelhada e utiliza um único remo para remar e dirigir (em oposição ao caiaque, em que a canoísta fica sentada, utiliza dois remos e tem um leme operado pelo pé). O "1" é o número de canoístas em cada barco. Os "200 metros" são a distância da prova.

## Calendário
Horário local (UTC+2)
| Dia          | Horário | Fase             |
| ------------ | ------- | ---------------- |
| 8 de agosto  | 10:30   | Eliminatórias    |
| 8 de agosto  | 12:40   | Quartas de final |
| 10 de agosto | 11:40   | Semifinais       |
| 10 de agosto | 13:40   | Finais           |

## Medalhistas
| Ouro   | CAN Katie Vincent      |
| Prata  | USA Nevin Harrison     |
| Bronze | CUB Yarisleidis Cirilo |

## Resultados

### Eliminatórias
Os dois primeiros barcos em cada bateria avançam diretamente para as semifinais e os restantes para as quartas de final.
Bateria 1
| Pos. | Raia | Canoísta                | CON                     | Tempo   | Notas |
| ---- | ---- | ----------------------- | ----------------------- | ------- | ----- |
| 1    | 5    | Dorota Borowska         | POL Polônia             | 47.92   | SF    |
| 2    | 6    | Valdenice do Nascimento | BRA Brasil              | 48.57   | SF    |
| 3    | 4    | Lisa Jahn               | GER Alemanha            | 48.92   | QF    |
| 4    | 2    | Yinnoly López           | CUB Cuba                | 49.27   | QF    |
| 5    | 8    | Beauty Otuedo           | NGR Nigéria             | 55.77   | QF    |
| 6    | 3    | Hermínia Teixeira       | STP São Tomé e Príncipe | 59.44   | QF    |
| 7    | 7    | Raina Taitingfong       | GUM Guam                | 1:05.90 | QF    |

Bateria 2
| Pos. | Raia | Canoísta            | CON                             | Tempo | Notas |
| ---- | ---- | ------------------- | ------------------------------- | ----- | ----- |
| 1    | 6    | Nevin Harrison      | USA Estados Unidos              | 45.70 | SF    |
| 2    | 3    | Yuliya Trushkina    | AIN Atletas Individuais Neutros | 46.15 | SF    |
| 3    | 5    | Lin Wenjun          | CHN China                       | 46.84 | QF    |
| 4    | 8    | Anastasiia Rybachok | UKR Ucrânia                     | 47.04 | QF    |
| 5    | 2    | Karen Roco          | CHI Chile                       | 47.55 | QF    |
| 6    | 4    | Manuela Gómez       | COL Colômbia                    | 49.87 | QF    |
| 7    | 7    | Maria Olărașu       | MDA Moldávia                    | 50.14 | QF    |

Bateria 3
| Pos. | Raia | Canoísta               | CON                             | Tempo | Notas |
| ---- | ---- | ---------------------- | ------------------------------- | ----- | ----- |
| 1    | 2    | Sophia Jensen          | CAN Canadá                      | 46.80 | SF    |
| 2    | 5    | Antía Jácome           | ESP Espanha                     | 47.35 | SF    |
| 3    | 3    | Nilufar Zokirova       | UZB Uzbequistão                 | 48.98 | QF    |
| 4    | 8    | Daniela Cociu          | MDA Moldávia                    | 49.14 | QF    |
| 5    | 7    | Olesia Romasenko       | AIN Atletas Individuais Neutros | 49.83 | QF    |
| 6    | 4    | Ayomide Emmanuel Bello | NGR Nigéria                     | 49.85 | QF    |
| 7    | 6    | Combe Seck             | SEN Senegal                     | 54.76 | QF    |

Bateria 4
| Pos. | Raia | Canoísta         | CON         | Tempo | Notas |
| ---- | ---- | ---------------- | ----------- | ----- | ----- |
| 1    | 5    | Katie Vincent    | CAN Canadá  | 47.22 | SF    |
| 2    | 2    | María Corbera    | ESP Espanha | 47.74 | SF    |
| 3    | 7    | Ágnes Kiss       | HUN Hungria | 48.00 | QF    |
| 4    | 4    | Liudmyla Luzan   | UKR Ucrânia | 48.42 | QF    |
| 5    | 6    | Eugénie Dorange  | FRA França  | 49.22 | QF    |
| 6    | 3    | Nguyễn Thị Hương | VIE Vietnã  | 49.74 | QF    |

Bateria 5
| Pos. | Raia | Canoísta               | CON             | Tempo | Notas |
| ---- | ---- | ---------------------- | --------------- | ----- | ----- |
| 1    | 4    | Yarisleidis Cirilo     | CUB Cuba        | 45.94 | SF    |
| 2    | 5    | María Mailliard        | CHI Chile       | 46.50 | SF    |
| 3    | 6    | Kincső Takács          | HUN Hungria     | 46.60 | QF    |
| 4    | 2    | Katarzyna Szperkiewicz | POL Polônia     | 47.49 | QF    |
| 5    | 3    | Mariya Brovkova        | KAZ Cazaquistão | 48.43 | QF    |
| 6    | 7    | Maike Jakob            | GER Alemanha    | 48.67 | QF    |

### Quartas de final
Os dois primeiros barcos em cada bateria avançam para as semifinais; os restantes são eliminados.
Quartas de final 1
| Pos. | Raia | Canoísta               | CON                             | Tempo   | Notas |
| ---- | ---- | ---------------------- | ------------------------------- | ------- | ----- |
| 1    | 6    | Anastasiia Rybachok    | UKR Ucrânia                     | 47.11   | SF    |
| 2    | 4    | Ágnes Kiss             | HUN Hungria                     | 47.13   | SF    |
| 3    | 3    | Katarzyna Szperkiewicz | POL Polônia                     | 47.74   |       |
| 4    | 7    | Olesia Romasenko       | AIN Atletas Individuais Neutros | 47.92   |       |
| 5    | 5    | Lisa Jahn              | GER Alemanha                    | 48.55   |       |
| 6    | 8    | Nguyễn Thị Hương       | VIE Vietnã                      | 49.09   |       |
| 7    | 1    | Maria Olărașu          | MDA Moldávia                    | 52.03   |       |
| 8    | 2    | Hermínia Teixeira      | STP São Tomé e Príncipe         | 1:00.28 |       |

Quartas de final 2
| Pos. | Raia | Canoísta               | CON             | Tempo   | Notas |
| ---- | ---- | ---------------------- | --------------- | ------- | ----- |
| 1    | 6    | Liudmyla Luzan         | UKR Ucrânia     | 47.42   | SF    |
| 2    | 3    | Karen Roco             | CHI Chile       | 47.73   | SF    |
| 3    | 5    | Nilufar Zokirova       | UZB Uzbequistão | 48.47   |       |
| 4    | 7    | Mariya Brovkova        | KAZ Cazaquistão | 48.61   |       |
| 5    | 4    | Yinnoly López          | CUB Cuba        | 48.76   |       |
| 6    | 2    | Ayomide Emmanuel Bello | NGR Nigéria     | 49.24   |       |
| 7    | 8    | Raina Taitingfong      | GUM Guam        | 1:01.17 |       |

Quartas de final 3
| Pos. | Raia | Canoísta        | CON          | Tempo   | Notas |
| ---- | ---- | --------------- | ------------ | ------- | ----- |
| 1    | 5    | Kincső Takács   | HUN Hungria  | 47.47   | SF    |
| 2    | 4    | Lin Wenjun      | CHN China    | 48.13   | SF    |
| 3    | 6    | Daniela Cociu   | MDA Moldávia | 48.93   |       |
| 4    | 2    | Manuela Gómez   | COL Colômbia | 49.54   |       |
| 5    | 7    | Eugénie Dorange | FRA França   | 49.67   |       |
| 6    | 8    | Maike Jakob     | GER Alemanha | 51.40   |       |
| 7    | 1    | Combe Seck      | SEN Senegal  | 53.82   |       |
| 8    | 3    | Beauty Otuedo   | NGR Nigéria  | 1:01.82 |       |

### Semifinais
Os quatro primeiros barcos em cada bateria avançam para a Final A; os restantes avançam para a Final B (fora da chance de medalhas).
Semifinal 1
| Pos. | Raia | Canoísta           | CON                             | Tempo | Notas |
| ---- | ---- | ------------------ | ------------------------------- | ----- | ----- |
| 1    | 3    | Yarisleidis Cirilo | CUB Cuba                        | 45.31 | FA    |
| 2    | 6    | Yuliya Trushkina   | AIN Atletas Individuais Neutros | 45.32 | FA    |
| 3    | 4    | Sophia Jensen      | CAN Canadá                      | 45.66 | FA    |
| 4    | 8    | Lin Wenjun         | CHN China                       | 45.70 | FA    |
| 5    | 2    | María Corbera      | ESP Espanha                     | 45.78 | FB    |
| 6    | 5    | Dorota Borowska    | POL Polônia                     | 46.52 | FB    |
| 7    | 7    | Liudmyla Luzan     | UKR Ucrânia                     | 46.67 | FB    |
| 8    | 1    | Ágnes Kiss         | HUN Hungria                     | 47.01 | FB    |

Semifinal 2
| Pos. | Raia | Canoísta                | CON                | Tempo | Notas |
| ---- | ---- | ----------------------- | ------------------ | ----- | ----- |
| 1    | 5    | Katie Vincent           | CAN Canadá         | 45.01 | FA    |
| 2    | 4    | Nevin Harrison          | USA Estados Unidos | 45.30 | FA    |
| 3    | 6    | Antía Jácome            | ESP Espanha        | 45.62 | FA    |
| 4    | 8    | Kincső Takács           | HUN Hungria        | 46.37 | FA    |
| 5    | 3    | Valdenice do Nascimento | BRA Brasil         | 46.46 | FB    |
| 6    | 2    | María Mailliard         | CHI Chile          | 46.76 | FB    |
| 7    | 1    | Karen Roco              | CHI Chile          | 47.63 | FB    |
| 8    | 7    | Anastasiia Rybachok     | UKR Ucrânia        | 47.76 | FB    |

### Finais
Na Final A são decididas as medalhistas.

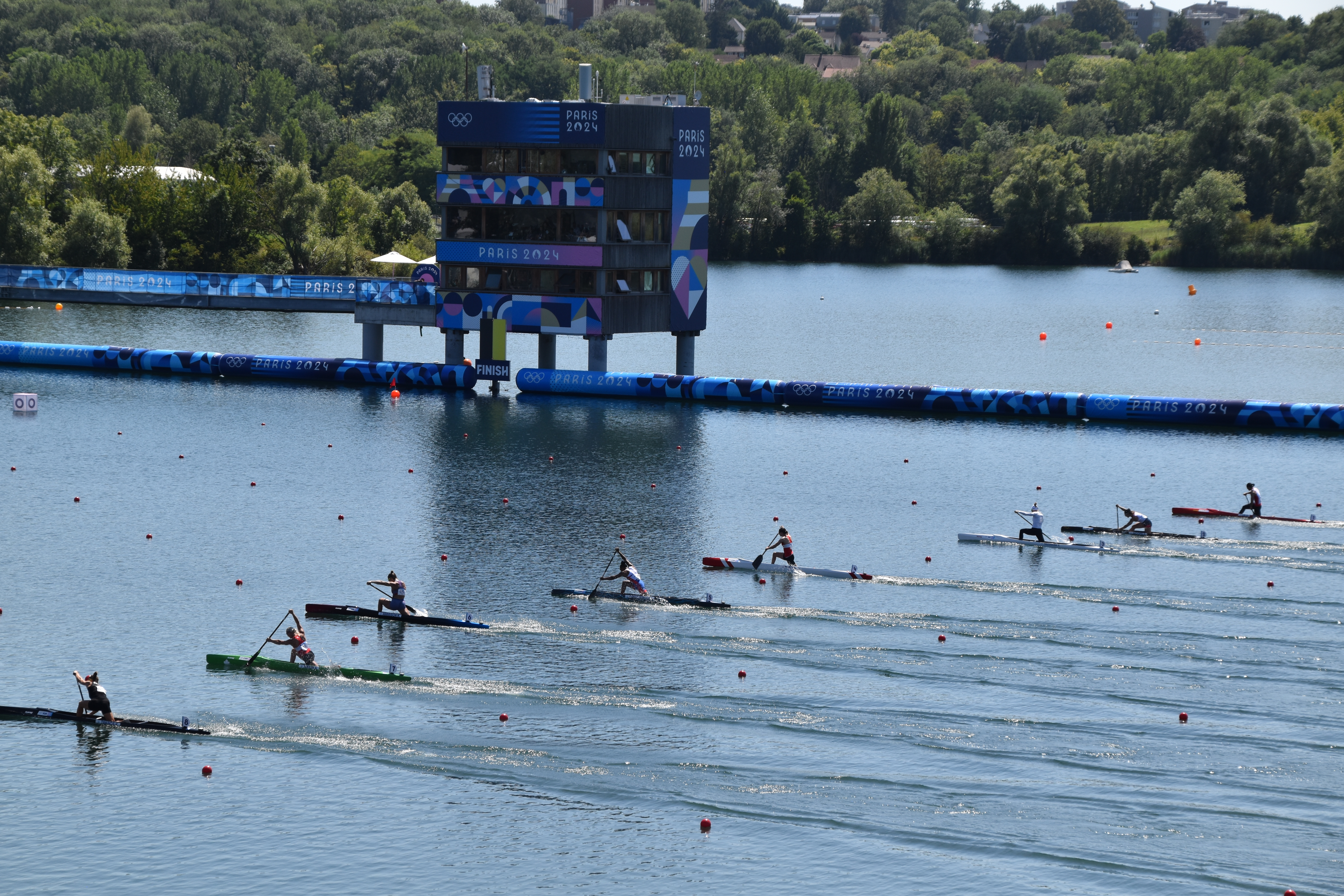
Canoístas durante a final

Final B
| Pos. | Raia | Canoísta                | CON         | Tempo | Notas |
| ---- | ---- | ----------------------- | ----------- | ----- | ----- |
| 9    | 5    | María Corbera           | ESP Espanha | 45.45 |       |
| 10   | 3    | Dorota Borowska         | POL Polônia | 46.36 |       |
| 11   | 1    | Ágnes Kiss              | HUN Hungria | 46.54 |       |
| 12   | 6    | María Mailliard         | CHI Chile   | 46.77 |       |
| 13   | 4    | Valdenice do Nascimento | BRA Brasil  | 46.82 |       |
| 14   | 8    | Anastasiia Rybachok     | UKR Ucrânia | 47.71 |       |
| 15   | 2    | Karen Roco              | CHI Chile   | 48.25 |       |
| 16   | 7    | Liudmyla Luzan          | UKR Ucrânia | DNS   |       |

Final A
| Pos.              | Raia | Canoísta           | CON                             | Tempo | Notas |
| ----------------- | ---- | ------------------ | ------------------------------- | ----- | ----- |
| Medalha de ouro   | 4    | Katie Vincent      | CAN Canadá                      | 44.12 | WB    |
| Medalha de prata  | 6    | Nevin Harrison     | USA Estados Unidos              | 44.13 |       |
| Medalha de bronze | 5    | Yarisleidis Cirilo | CUB Cuba                        | 44.36 |       |
| 4                 | 2    | Antía Jácome       | ESP Espanha                     | 44.78 |       |
| 5                 | 3    | Yuliya Trushkina   | AIN Atletas Individuais Neutros | 44.83 |       |
| 6                 | 7    | Sophia Jensen      | CAN Canadá                      | 45.08 |       |
| 7                 | 1    | Lin Wenjun         | CHN China                       | 45.23 |       |
| 8                 | 8    | Kincső Takács      | HUN Hungria                     | 45.68 |       |